# Hippokranet
Das Hippokranet war ein deutsches Online-Ärztenetzwerk, das durch die änd Ärztenachrichtendienst Verlags-AG in Hamburg betrieben wurde. Laut Betreiber hatte das Netzwerk mehr als 51.500 registrierte Mitglieder (Stand August 2013). Eine Besonderheit des Hippokranet war der unternehmenszugehörige Nachrichtendienst für Ärzte. 

## Geschichte
Die Grundsteine für das Hippokranet legte der Arzt Bernd Guzek im Jahr 2000 mit dem Nachrichtenportal Facharzt.de. Anlass war die Schaffung eines neutralen und unabhängigen Informationskanals für den Arzt zur Gesundheitspolitik in Deutschland. Ab 2006 kamen die Fachportale Hausarzt.de, Zänd.de und PrivatMedizin.de hinzu. Das angeschlossene Netzwerk Hippokranet entstand 2008 zum übergreifenden Austausch der Community-Mitglieder untereinander. Seit dem Jahr 2010 bündelt das Hippokranet die einzelnen Nachrichtenportale.
Der Medienunternehmer Georg Ralle, ehemaliger Chef der Springer-Medizin-Verlage, übernahm das Hippokranet zu Anfang 2013 von Bernd Guzek.
Laut Geschäftsbericht der CompuGroup Medical AG erlangte die CompuGroup Medical Deutschland AG, ein 100-prozentige Tochtergesellschaft der CGM AG, bereits zum 1. Januar 2013 die Kontrolle über die Dr. Ralle Medienholding. Die ursprüngliche Absicht, das Unternehmen zu veräußern, wurde im Laufe des Jahres 2013 aufgegeben.
Im April 2014 übernahm das Unternehmen Antese APS die Mehrheit der Anteile. Krüger übernahm die Führung des Unternehmens als Vorstandsvorsitzender. Jan Scholz ist weiterhin Vorstandsmitglied.
Weitere Gesellschafter sind Vorstand Jan Scholz und Georg Ralle. Für den Vertrieb der Werbemittel zeichnet die neu gegründete Firma eHealth Business Media AG verantwortlich.
Im Hippokranet formierten sich gesundheitspolitische Bewegungen. 2004 gründete sich der ärztliche Berufsverband, die Freie Ärzteschaft e.V. um ihren ersten Präsidenten Michael Schaufler in den Foren vom Hippokranet. Für weitere Aufmerksamkeit sorgte die Aktion 15 mit dem Wahlaufruf gegen die SPD zur Bundestagswahl 2009, die durch Hippokranet-Mitglieder organisiert und koordiniert wurde.

## Belege
1. ↑  51.521 Mitglieder, zuletzt abgerufen am 30. September 2013.
2. ↑  Ralle übernimmt Hippokranet, zuletzt abgerufen am 30. September 2013.
3. ↑  Geschäftsbericht CompuGroup Medical AG 2013 (Seite nicht mehr abrufbar, festgestellt im Juni 2025. Suche in Webarchiven)  Info: Der Link wurde automatisch als defekt markiert. Bitte prüfe den Link gemäß Anleitung und entferne dann diesen Hinweis., zuletzt abgerufen am 24. August 2015
4. ↑  Antese ApS: CEO and Executives – Businessweek
5. ↑  presseportal.de
6. ↑  Gründung der Freien Ärzteschaft (Memento des Originals vom 2. Oktober 2013 im Internet Archive)  Info: Der Archivlink wurde automatisch eingesetzt und noch nicht geprüft. Bitte prüfe Original- und Archivlink gemäß Anleitung und entferne dann diesen Hinweis., zuletzt abgerufen am 30. September 2013.
7. ↑  Wahlkampf im Wartezimmer: Ärzte wollen SPD auf 15 Prozent drücken, zuletzt abgerufen am 30. September 2013.